# Палата депутатов Парламента Чешской Республики
Палата депутатов Парламента Чешской Республики (чеш. Poslanecká sněmovna Parlamentu České republiky, PSP ČR, PS PČR) — нижняя палата Парламента Чехии.

## Порядок формирования и роспуска
В соответствии со статьёй 16 Конституции Чешской Республики от 16 декабря 1992 года, Палата состоит из 200 депутатов и избирается сроком на 4 года. Депутаты избираются тайным голосованием на основе всеобщего, равного и прямого избирательного права (статья 18 Конституции). С 2000 года по 2021 год, выборы депутатов проводились по пропорциональной избирательной системе c 5-процентным барьером для партии, 10 % для двухпартийной коалиции, 15 % для трёх партийной и более коалиции. Депутатские места распределялись между партиями, прошедшими процентный барьер, с использованием метода д'Ондта. С 2021 года выборы депутатов проводятся по пропорциональной избирательной системе c 5 % для партии, 8 % для двухпартийной коалиции, 11 % для трёх партийной и более коалиции. Депутатские места распределяются между партиями, прошедшими процентный барьер, с использованием квоты Империали.
Выборы в Палату депутатов (как и в Сенат) должны проводиться в последние 30 дней срока полномочий Палаты, а если Палата депутатов была распущена досрочно, то выборы должны проводиться в течение 60 дней со дня её роспуска (статья 17 Конституции).
Активным избирательным правом обладает каждый гражданин Чешской Республики, достигший 18 лет (статья 18 Конституции), а пассивное принадлежит каждому гражданину Чешской Республики, имеющему право избирать и достигшему 21 года (статья 19 Конституции).
Палата депутатов из своего состава избирает председателя и заместителей председателя (вице-председателей) Палаты депутатов (статья 29 Конституции). Палата депутатов в качестве своих органов формирует комитеты и комиссии Палаты депутатов (статья 31 Конституции).
Палата депутатов слагает свои полномочия по истечении срока, на который она избиралась. Досрочно Палата депутатов может быть распущена Президентом Республики в случаях, установленных статьёй 35 Конституции:
1. Если Палата не выразила доверия вновь назначенному Правительству, председателя которого Президент Республики назначил по предложению председателя Палаты;
2. Если Палата в течение 3-х месяцев не приняла постановление по проекту закона, внесённому Правительством, если с обсуждением этого законопроекта Правительство связывает вопрос о доверии;
3. Когда сессия Палаты депутатов было прервана на более длительный срок, чем допускается;
4. Когда Палата в течение более 3-х месяцев была неспособна принимать решения, если её сессия не прерывалась и в этот период Палата повторно созывалась на заседание.

Кроме того, статья 35 Конституции устанавливает два общих условия, касающихся возможности роспуска Палаты депутатов Президентом: во-первых, Палату нельзя распустить в течение последних 3-х месяцев срока её полномочий, а во-вторых, Палату можно распустить только с одобрения трёх пятых от общего числа депутатов Палаты.

## Место в системе государственных органов
Правовое положение Палаты депутатов определяется второй главой Конституции Чехии. Парламентская модель Чешской Республики ставит нижнюю палату Парламента в центр системы высших государственных органов власти. Палата депутатов формирует Правительство Чешской Республики, которое формально является подчинённым палате. Каждый депутат Палаты обладает правом законодательной инициативы по любым вопросам, а также правом направления интерпелляций.
Палата депутатов является главным звеном законодательного процесса Чешской Республики: все законопроекты, согласно статье 41 Конституции, вносятся в Палату депутатов и передаётся в Сенат только после одобрения Палатой.

## История

### I созыв (1992−1996)
Палата депутатов была учреждена при реорганизации Чешского национального совета в соответствии с Конституцией Чешской Республики 1992 года и начала работу 1 января 1993 года. Депутатские места были распределены в соответствии с распределением последнего созыва ЧНС:
| 35   | 16   | 16  | 15      | 14      | 14  | 76                 | 14      |
| KSČM | ČSSD | LSU | KDU-ČSL | HSD-SMS | ODA | Коалиция ODS и KDS | SPR-RSČ |

### II созыв (1996−1998)
В результате очередных парламентских выборов, прошедших 31 мая и 1 июня 1996 года, депутатские места в нижней палате были распределены следующим образом:
| 22   | 61   | 13  | 18      | 68  | 18      |
| KSČM | ČSSD | ODA | KDU-ČSL | ODS | SPR-RSČ |

### III созыв (1998−2002)
В результате внеочередных парламентских выборов, прошедших 19—20 июня 1998 года, депутатские места в нижней палате были распределены следующим образом:
| 24   | 74   | 19 | 20      | 63  |
| KSČM | ČSSD | US | KDU-ČSL | ODS |

### IV созыв (2002−2006)
В результате очередных парламентских выборов, прошедших 14—15 июня 2002 года, депутатские места в нижней палате были распределены следующим образом:
| 41   | 70   | 31                        | 58  |
| KSČM | ČSSD | Коалиция KDU-ČSL и US-DEU | ODS |

### V созыв (2006−2010)
В результате очередных парламентских выборов, прошедших 2—3 июня 2006 года, депутатские места в нижней палате были распределены следующим образом:
| 26   | 74   | 6  | 13      | 81  |
| KSČM | ČSSD | SZ | KDU-ČSL | ODS |

### VI созыв (2010−2013)
В результате очередных парламентских выборов, прошедших 28—28 мая 2010 года, депутатские места в нижней палате были распределены следующим образом:
| 26   | 56   | 24 | 46     | 53  |
| KSČM | ČSSD | VV | TOP 09 | ODS |

На заседании Палаты депутатов Чехии 7 августа 2013 года составу правительства Иржи Руснока был выражен вотум недоверия: против состава правительства проголосовало 100 депутатов (члены правоцентристских партий ODS и TOP 09), за — 93 депутата (из левых партий KSČM и ČSSD, а также большинство правоцентристской партии Дела общественные), 7 депутатов отсутствовали в заседании палаты. 9 августа Иржи Руснок объявил об отставке правительства, которую 13 августа принял Президент Чехии Милош Земан.
20 августа 2013 года Палата депутатов по предложению партии ТОП 09, большинством в 140 голосов депутатов, проголосовала за досрочный роспуск палаты в соответствии со статьёй 35 Конституции. В голосовании не участвовали члены Гражданской демократической партии (ODS), которые перед началом голосования демонстративно покинули зал заседаний . После встречи лидеров фракций Палаты депутатов с президентом Милошем Земаном было объявлено о том, что досрочные выборы в Палату депутатов парламента состоятся 25—26 октября 2013 года. 28 августа 2013 года специальным актом президента Чехии Милоша Земана Палата депутатов Парламента была распущена.
К моменту голосования о самороспуске Палаты депутатов в её состав входили представители следующих политических объединений Чешской республики:
| 26   | 54   | 9           | 12 | 8     | 41     | 50  |
| KSČM | ČSSD | Вне фракций | VV | LIDEM | TOP 09 | ODS |

### VII созыв (2013−2017)
В результате досрочных парламентских выборов, прошедших 25—26 октября 2013 года места в Палате депутатов были распределены следующим образом:
| 33   | 50   | 14      | 47       | 26     | 16  | 14    |
| KSČM | ČSSD | KDU-ČSL | ANO 2011 | TOP 09 | ODS | Úsvit |

### VIII созыв (2017−2021)
В результате очередных парламентских выборов, прошедших 20—21 октября 2017 года, депутатские места в нижней палате были распределены следующим образом:
| 15   | 15   | 22     | 78       | 10      | 6    | 7      | 25  | 22  |
| KSČM | ČSSD | Piráti | ANO 2011 | KDU-ČSL | STAN | TOP 09 | ODS | SPD |

### IX созыв (2021−2025)
В результате очередных парламентских выборов, прошедших 8—9 октября 2021 года, депутатские места в нижней палате были распределены следующим образом:
| 4      | 72       | 23      | 33   | 14     | 34  | 20  |
| Piráti | ANO 2011 | KDU-ČSL | STAN | TOP 09 | ODS | SPD |

## Структура

### Президиум
| Функция                         | Член президума            | Фракция | Фракция  | Срок пребывания в должности | Срок пребывания в должности |
| Функция                         | Член президума            | Фракция | Фракция  | вступление в должность      | прекращение полномочий      |
| ------------------------------- | ------------------------- | ------- | -------- | --------------------------- | --------------------------- |
| Председатель                    | Маркета Пекарова Адамова  |         | TOP 09   | 10 ноября 2021              | действующая                 |
| Первый заместитель председателя | Вера Коваржова            |         | STAN     | 10 ноября 2021              | действующая                 |
| Заместитель председателя        | Ян Бартошек               |         | KDU-ČSL  | 10 ноября 2021              | действующий                 |
| Заместитель председателя        | Ян Скопечек               |         | ODS      | 10 ноября 2021              | действующий                 |
| Заместитель председателя        | Ольга Рихтерова           |         | Piráti   | 10 ноября 2021              | действующая                 |
| Заместитель председателя        | Карел Гавличек            |         | ANO 2011 | 18 февраля 2022             | действующий                 |
| Заместитель председателя        | Алеш Юхелка               |         | ANO 2011 | 26 июня 2024                | действующий                 |
| Бывшие члены президиума         |                           |         |          |                             |                             |
| Заместитель председателя        | Яна Мрачкова Вилдуметзова |         | ANO 2011 | 10 ноября 2021              | 30 сентября 2022            |
| Заместитель председателя        | Клара Досталова           |         | ANO 2011 | 16 ноября 2022              | 24 июня 2024                |

#### Председатель Палаты депутатов
Председатель Палаты депутатов руководит палатой, созывает, открывает и закрывает заседания парламента, руководит заседанием и выполняет иные функции.

#### Заместители председателя Палаты депутатов
Заместители председателя Палаты представляют Председателя Палаты по его поручению или в установленном порядке.

### Аппарат Палаты депутатов
Организационно-техническую деятельность обеспечивает Аппарат Палаты депутатов, который возглавляет руководитель аппарата, подчиняющийся непосредственно Председателю Палаты.

### Комитеты
Согласно регламенту Палаты депутатов, палата обязана создать комитет по мандатам и иммунитету, комитет по петициям, комитет по бюджету, комитет по контролю, организационный комитет, избирательный комитет и комитет по европейским делам. Заседания комитетов являются открытыми, за исключением заседаний организационного комитета и комитета по мандатам и иммунитету. Комитеты могут создавать подкомитеты, заседания подкомитетов не являются публичными.
| Комитет                                                                          | Председатель             | Фракция | Фракция                       |        |
| -------------------------------------------------------------------------------- | ------------------------ | ------- | ----------------------------- | ------ |
| Экономический комитет                                                            | Иван Адамец              |         | ODS                           | [ 7 ]  |
| Контрольный комитет                                                              | Радован Вих              |         | SPD                           |        |
| Комитет мандатов и иммунитета                                                    | Гелена Валкова           |         | ANO 2011                      | [ 8 ]  |
| Организационный комитет                                                          | Маркета Пекарова Адамова |         | TOP 09                        | [ 9 ]  |
| Комитет по петициям                                                              | Томио Окамура            |         | SPD                           |        |
| Бюджетный комитет                                                                | Йосеф Бернард            |         | STAN                          | [ 7 ]  |
| Конституционно-правовой комитет                                                  | Радек Вондрачек          |         | ANO 2011                      | [ 10 ] |
| Избирательный комитет                                                            | Алеш Юхелка              |         | ANO 2011                      |        |
| Комитет безопасности                                                             | Павел Жачек              |         | ODS                           | [ 7 ]  |
| Комитет по европейским делам                                                     | Ондржей Бенешик          |         | KDU-ČSL                       |        |
| Комитет обороны                                                                  | Любомир Метнар           |         | ANO 2011                      |        |
| Комитет социальной политики                                                      | Вит Каньковски           |         | KDU-ČSL                       | [ 7 ]  |
| Комитет по делам науки, образования, культуры, молодежи и физическому воспитанию | Иво Вондрак              |         | Беспартийный (ранее ANO 2011) | [ 7 ]  |
| Комитет государственного управления и регионального развития                     | Клара Досталова          |         | ANO 2011                      |        |
| Комитет по окружающей среде                                                      | Яна Крутакова            |         | STAN                          | [ 7 ]  |
| Комитет по здравоохранению                                                       | Вера Адамкова            |         | ODS                           |        |
| Комитет по иностранным делам                                                     | Марек Женишек            |         | TOP 09                        | [ 7 ]  |
| Сельскохозяйственный комитет                                                     | Михал Кучера             |         | TOP 09                        | [ 7 ]  |